# Хадсон, Оливер
О́ливер Ратледж Ха́дсон (англ. Oliver Rutledge Hudson, род. 7 сентября 1976) — американский актёр, сын Голди Хоун.

## Жизнь и карьера
Оливер Хадсон родился в Лос-Анджелесе, Калифорния, в семье актрисы Голди Хоун и музыканта Билла Хадсона. После развода родителей в 1980 году, он вместе со своей младшей сестрой Кейт переехал в Колорадо, где с 1983 года у их матери начался роман с актёром Куртом Расселом. Хотя Рассел так никогда и не женился на их матери и, соответственно, не усыновлял их, спустя годы Оливер и Кейт заявили, что именно Рассела они привыкли считать своим настоящим отцом, потому что Билл Хадсон относился к ним довольно равнодушно. У Оливера есть единоутробный младший брат  Уайатт , сын Курта Рассела и Голди Хоун. Также у Оливера есть единокровные сестра и брат, Эмили и Закари, от брака его отца с Синди Уильямс.
Он окончил Колорадский университет в Боулдере, после чего отправился в Лос-Анджелес, где ходил на курсы актёрского мастерства.
В начале карьеры, Хадсон сыграл роли второго плана в нескольких кинофильмах, прежде чем получил главную роль в ситкоме 2002 года «Мое руководство как стать рок-звездой», который был закрыт после одного сезона. Тем не менее, в том же году журнал People включил его в свой список пятидесяти самых красивых людей мира. В период между 2002—2003 годами у него была второстепенная роль в подростковом сериале «Бухта Доусона», после чего он снялся в сериале аналогичной тематики «Гора», также закрытом после одного сезона.
Хадсон наиболее известен благодаря своей роли в ситкоме «Правила совместной жизни», где он снимался на протяжении семи сезонов, с 2007 по 2013 год. После закрытия шоу он присоединился ко второму сезону прайм-тайм мыльной оперы «Нэшвилл» в роли нового главы звукозаписывающей студии и врага героини Конни Бриттон.
С 2006 года Хадсон женат на актрисе Эринн Бартлетт, у них трое детей.

## Фильмография
| Год       | Название на русском                   | Название на английском           | Роль                        | Примечания                    |
| --------- | ------------------------------------- | -------------------------------- | --------------------------- | ----------------------------- |
| 1999      | Убить человека                        | Kill the Man                     | революционер                |                               |
| 1999      | Приезжие                              | The Out-of-Towners               | Алан Кларк                  |                               |
| 2000      | Сигнальная ракета                     | Rocket’s Red Glare               | Хэнк Бейкер                 |                               |
| 2000      | Плохие девчонки                       | The Smokers                      | Дэвид                       |                               |
| 2001      | Студенческий угар                     | Going Greek                      | Зиглер                      |                               |
| 2002      | Новый лучший друг                     | New Best Friend                  | Джош                        |                               |
| 2002      | Моё руководство как стать рок-звездой | My Guide to Becoming a Rock Star | Джейс Дарнелл               | Регулярная роль, 13 эпизодов  |
| 2002—2003 | Бухта Доусона                         | Dawson’s Creek                   | Эдди Долинг                 | 16 эпизодов                   |
| 2004—2005 | Гора                                  | The Mountain                     | Дэвид Карвер-младший        | Регулярная роль, 13 эпизодов  |
| 2006      | 10.5 баллов: Апокалипсис              | 10.5: Apocalypse                 | Уилл Маллой                 | Телефильм                     |
| 2006      | Свора                                 | The Breed                        | Джон                        |                               |
| 2006      | Черное Рождество                      | Black Christmas                  | Кайл Отри                   |                               |
| 2007      | Голос из прошлого                     | Carolina Moon                    | Кэйд Лаверн                 | Телефильм канала Lifetime     |
| 2007—2013 | Правила совместной жизни              | Rules of Engagement              | Адам Роудс                  | Регулярная роль, 100 эпизодов |
| 2008      | Снежный человек                       | Strange Wilderness               | Ти Джей                     |                               |
| 2013      | Одноклассники 2                       | Grown Ups 2                      | Кайл                        |                               |
| 2013—2015 | Нэшвилл                               | Nashville                        | Джефф                       | Регулярная роль, 40 эпизодов  |
| 2014      | Блондинка в эфире                     | Walk of Shame                    | Кайл, бывший парень Меган   |                               |
| 2015      | Королевы крика                        | Scream Queens                    | Уэс Гарднер                 | Регулярная роль, 13 эпизодов  |
| 2018—2019 | Разделённые вместе                    | Splitting Up Together            | Мартин                      | Регулярная роль, 8 эпизодов   |
| 2018      | Рождественские хроники                | The Christmas Chronicles         | Дуг Пирс, отец Тедди и Кэти |                               |